# Giro del Veneto 2006
Il Giro del Veneto 2006, settantottesima edizione della corsa e valida come evento dell'UCI Europe Tour 2006 categoria 1.HC, si svolse il 26 agosto 2006 su un percorso di 199,8 km. Fu vinto dall'italiano Rinaldo Nocentini che terminò la gara in 4h51'45", alla media di 41,09 km/h.
Partenza con 140 ciclisti, dei quali 50 portarono a termine il percorso.

## Ordine d'arrivo (Top 10)
| Pos. | Corridore            | Squadra       | Tempo    |
| ---- | -------------------- | ------------- | -------- |
| 1    | Rinaldo Nocentini    | Acqua & Sap.  | 4h51'45" |
| 2    | Raffaele Ferrara     | 3C-Androni    | s.t.     |
| 3    | Sergio Marinangeli   | Naturino      | s.t.     |
| 4    | Luca Mazzanti        | Panaria       | s.t.     |
| 5    | Gabriele Missaglia   | Selle Italia  | s.t.     |
| 6    | Giairo Ermeti        | LPR           | s.t.     |
| 7    | Paolo Longo Borghini | Cer. Flaminia | s.t.     |
| 8    | Manuele Spadi        | Cer. Flaminia | s.t.     |
| 9    | Andrea Masciarelli   | Acqua & Sap.  | s.t.     |
| 10   | Matteo Lasurdi       | OTC Doors     | s.t.     |